# Aeroclube da Paraíba
O Aeroclube da Paraíba (IATA: ***, ICAO: SNJO) é um aeródromo localizado na cidade de João Pessoa, no estado da Paraíba. É um importante ponto de apoio para os aeronautas da Paraíba, que precisam de pouso na região, é bastante utilizado para pousos e decolagens de aviões de pequenos porte, é um local onde também se realizam eventos festivos, competitivos, comercial e particular. Situa-se Rua Postalista Francisca Bezerra Dias, no bairro do Aeroclube (antigo bairro do Bessa).

## Disputa
O Aeroclube da Paraíba virou uma guerra na justiça. A prefeitura de João Pessoa quer a desapropriação da área do aeroclube. No entanto, a justiça negou o recurso da Prefeitura de João Pessoa à decisão do Superior Tribunal de Justiça, entendendo que o Aeroclube exerce um papel de utilidade pública e que a área onde se localiza o aeroclube é um patrimônio de afetação a um serviço público federal, decorrente de autorização da ANAC.
Em abril de 2019, a prefeitura enviou um documento ao II Comando da Aeronáutica, pedindo a extinção da autorização do aeroclube.